# D, a vámpírvadász
D, a vámpírvadász (吸血鬼ハンターD; Kjúkecuki Hantá Dí; Hepburn: Kyūketsuki Hantā Dī) egy 1983 óta futó japán horror regény sorozat Kikucsi Hidejuki írótól.
Eddig (2021. Április) Kikucsinak 38 "D" regényte jelent meg japánul, ebből 29 már angol fordításban is megjelent, Amano Jositaka (a Final Fantasy sorozat designerének) illusztrációival.
A sorozat két animációs filmet (első és harmadik kötet alapján), audió drámát, mangát, képregény adaptációt, video játékot, egy novella gyűjteményt, képes albumokat és egy kiegészítő útmutatót is inspirált.

## Leírás
D a távoli jövőben vándorol, egy atomháború utáni Földön, ahol számos ponyvairodalmi műfaj keveredik: nyugati, tudományos-fantasztikum, horror, Lovecraft-horror, sötét-fantasztikum, néphiedelem és okkult tudomány. A bolygóra, amit valaha a gyönyörű, de kegyetlen Nemesség (vámpírok), ősi démonok, mutánsok és technológiájuk alkotásai tartottak rettegésben, lassan visszatér a rend látszata és az emberi uralom: részben köszönhetően a vámpír faj hanyatlásának, a Határvidéki telepesek állhatatosságának, és részben a bérelhető-vadász hivatás felemelkedésének, akik a természet feletti lényekre vadásztak.
1999-ben nukleáris háború tört ki. A Nemesség olyan vámpírokból állt, akik fel voltak készülve egy nukleáris háborúra, és felhalmoztak mindent, ami szükséges volt, hogy újra építsenek egy civilizációt a búvóhelyeiken. A tudományukat mágiával keverték, és újraalkották a világot a saját ízlésük szerint. Szinte minden a Földön élő mágikus teremtményt a Nemesség alkotott, akik természet feletti képességekkel, regenerációval, és biológiai halhatatlansággal ruházták fel őket, és egy kevés démon, istenség, földönkívüli és extra-dimenzionális teremtmény, akik túlvészelték a holokausztot. Habár a tudományuk elég fejlett volt, hogy laboratóriumban étkezési minőségnek megfelelő vért állítsanak elő, még így is inkább emberekből táplálkoztak. Ebből kifolyóan, létrehoztak egy civilizációt, ahol a vámpírok és az emberek együtt éltek, végül városokká és parkokká alakítva a bolygót. Azonban a társadalom fejlődése végül megrekedt, mikor a vámpírok technológiája beteljesítette a maga tudományos próféciáját, ami szerint elérték a fennállásuk csúcspontját és ezután a hanyatlásuk elkerülhetetlen volt, térdre bukva az emberiség előtt. Ekkor az emberi fajt is megváltoztatták, a génjeikbe beleszőtték a vámpíroktól való rettegést, és eltávolították a vámpírok gyenge pontjaihoz kapcsolódó emlékeiket, mint a kereszt és a fokhagyma.
Az első kötet történetének idején az évszám i.sz. 12 090.
A hagyománnyal ellentétben, Kikucsi világában a Nemesség képes biológiailag szaporodni, azonban a leszármazottaik a fizikai érettség elérése után nem öregszenek tovább, így örökölve vámpír szüleik mivoltát. 

## Főszereplők

### D
D, más néven D, a Vámpírvadász, egy dámpír (angolul dhampir), félig vámpír és félig ember (konkrétan egy génkísérlet végeredménye, ahol a vámpírok uralkodója és Ősattya a saját DNS-ét és egy emberét használva megkísérelt egy olyan vámpírt létrehozni, aki nem szenved a faj gyengeségeitől mint a nap káros sugarai vagy a vér ivás kényszere), egy tökéletes vámpírvadász. A dámpír semmiképpen sem összekeverendő a "dunpeal"-al, ami egy félrefordítás eredménye a 2000-ben megjelent Vérszomj animációs film angol szinkronjában. D páratlan tudásáról és földöntúli szépségéről híres, mégis rettegett és megvetett a dámpír öröksége miatt: mert mind két fajtól származik, de egyikhez sem tartozik igazán. Habár ellenfelei gyakran lebecsülik, D meglepően nagy erővel és leleményességgel rendelkezik; a Nemesség szinte minden erősségét örökölte, és a gyengéikből alig valamit. Mind két animációs filmben látható volt, hogy nem csak fizikai erővel rendelkezik, hanem mágiával is. Természetfeletti képességei a világ egyik legerősebb teremtményévé teszik, ha nem a második legerősebbé (második csak az apja után). Azonban D jobb szeret a fizikai képességeire hagyatkozni, és csak akkor használ mágiát, ha nincs más lehetősége. A legtöbb dámpírral ellentétben, D tud átlagos emberként élni, csakhogy földöntúli szépsége és rendkívül erőteljes kisugárzása billogként jelzi, hogy micsoda, és így mint a fehér holló olyan ritka, hogy egy emberi közösség hajlandó legyen befogadni. Ami a gyenge pontjait illeti, öt évente egyszer napfény-szindróma tör rá, a napszúrás egy extrém verziója, ami a dámpírokra jellemző (az átlag dámpírnál ez 6 havonta jelentkezik). D jóval gyorsabban felépül ebből mint az átlagos dámpír: normál esetben napokba telne a felépülés vagy tovább, ha a dámpír különösen erős, de D teljesen rendbe jön 1-6 óra alatt, annak ellenér, hogy ő a legerősebb élő dámpír. Ezt leszámítva D semmi más gyengeségtől nem szenved ami a dámpírokra jellemző lenne, figyelembe véve, hogy csak a kisugárzásával fizikailag mozgásképteleníteni tudja az ellenfeleit, és isteni reflexei még a Nemeskét is felülmúlja.
D egy kiborg lovon lovagol, aminek mechanikus lábai és egyéb kiegészítői vannak, egy ívelt hosszú kardot forgat, ami hasonló Amano Jositaka számos munkájában fellelhető handzsár dizájnjához, csak D kardja sokkal hosszabb, a japán ódacsihoz hasonlóan. D nyakában mindig egy mágikus kék medál lóg, ami befolyással bír a Nemesség által épített számítógépeken és biztonsági rendszereken, kivétel nélküli engedelmességre bírva azokat. A regényekben és a videó játékban fa karókat is használ, amiket még a nemesek szemének is követhetetlen sebességgel tud elhajítani. Hófehér bőrét hosszú, fekete haja, laza fekete ruházata, fekete köpenye és széles karimájú utazó kalapja takarja a napfénytől. Ha bár D pontos életkora nem ismert, a többi szereplő általában 17-18 évesnek íéli (habár a "Pale Fallen Angel" regény 1. és 2. részében említésre kerül, hogy legalább 5000 éves, és később kiderül, hogy több mint 10 000, azaz tízezer, éves). A gyönyörűsége olyan ámulatba ejtő, hogy sokszor szándék nélkül is lázba hozza a női nem tagjait és felizgatja még a férfiakat is.
D múltjáról nem sok információ ismert, és a szülei kiléte is homályos, de veleszületett ereje sejteti, hogy az apja egy különösen magas rangú vámpír. Ami a születését illeti, egy pletyka terjeng a nemesség köreiben a vámpír ősükről, a Szent Ősatyáról (aki feltételezhetően Drakula Gróf, habár nincs konkrétan kijelentve egyik regényben sem eddig), hogy ágyba vitt egy emberi nőt, Minát, a Szépségest (feltételezhetően Mina Harker az eredeti Bram Stoker regényéből). A Szent Ősatya számtalan kísérletet végzett, ahol a saját génjeit emberekével és más vámpírokéval keresztezte, és aminek az egyetlen sikeres eredménye D lett. D-t az apjával kapcsolatban csak az érdekli, hogy kivégezze, ezért még a nevet is megtagadja amit adott neki, és mindenkinek csak D-ként mutatkozik be. A "Twin Shadowed Kinght" történetben kiderül, hogy D-nek van egy ikertestvére, akinek a neve nem ismert. Az iker árulja el, hogy ő és D ugyanattól az anyától születtek, ugyanolyan körülmények között.

### Bal Kéz
Bal Kéz (左手; Hidarite; vagy D Bal Keze), akit a nemzetközi rajongók "Lefty"-nek becéznek, egy arccal rendelkező élősködő kelés D bal tenyerén, és D szimbiotikus partnere. 

### Szent Ősatya
A Szent Ősatya (神祖; Sinszó; Hepburn: Shinso) a Nemesség legő sibb uralkodója, és valószínűleg az egész faj alapítója, mivel ő az egyetlen tiszta vérű vámpír minimum a Föld születéséig visszamenőleg.

## Az animációs filmek

### Vampire Hunter D
Eredeti cím: Vampire Hunter D (1985-ös film)
A történet:
Egy vérfarkas vadász családból származó lány, Doris Lang egy vámpír-úr célpontjává válik, aki az arájává óhajtja tenni, dacára saját lánya, Larmica ellenkezésének. Doris felfogadja D-t, hogy védelmet biztosítson magának, de mivel más módon fizetni nem tud, saját testét és vérét kínálja fel.

### D, a vámpírvadász – Vérszomj

A D, a vámpírvadász – Vérszomj főcíme

Eredeti cím: Vampire Hunter D: Bloodlust
A második film karaktereit Minova Jutaka rajzolta, Kavadzsiri Josiaki rendezte.
Alapja a "D – Yousatsukou / Demon Deathchase" (Démoni halálfutam) – regény, a D könyvek 3.-ik kötete, japánul: 1985-ben jelent meg, angolul : 2006. január 18. Fordítója Kevin Leahy.
Története: Meier Link, a vámpír elrabolja Charlotte-ot, a nagyhatalmú, gazdag földesúr ifjú leányát. Az apa felbérli D-t, a titokzatos vámpírvadászt, hogy hozza vissza a lányát- vagy ölje meg, ha már túl késő… Majd közli vele, hogy egy másik, emberekből álló vadászcsapatot is a vámpír után küldött. Kegyetlen verseny indul a vérdíjért és a trófeáért, melyben Charlotte maguknak a halandóknak sem lesz több, mint beszélő kulcs a megígért összeghez: élve, vagy halva.

## Regények
A világszerte óriási népszerűség ellenére, ami a Vampire Hunter D filmeket fogadta, a könyvek csak 2005-ben lettek lefordítva angol nyelvre Kevin Leahy tolmácsolásában, a Dark Horse Press és a Digital Manga közreműködésével.
Szerzőjük, Kikucsi Hidejuki Japánban elismert a horror műfajában ugyanannyira mint például Stephen King vagy H. P. Lovecraft. Az eredeti könyveket Amano Jositaka illusztrálta, s e munkák szolgáltak a későbbi film látványvilágának alapjául.
| #   | Japán cím | Japán kiadás dátuma                                                        | Angol cím                                                                   | Angol kiadás dátuma                                                        | ISBN                                       |
| --- | --- | -------------------------------------------------------------------------- | --------------------------------------------------------------------------- | -------------------------------------------------------------------------- | ------------------------------------------ |
| 1.  | Kjúkecuki Hantá Dí (吸血鬼ハンター"D"; Hepburn: Kyūketsuki Hantā "D")                                                                          | 1983. január 31. (Sonorama Bunko) 2007. decemnber 10. (Sonorama Selection) | Vampire Hunter D volume 1                                                   | 2005. május 11.                                                            | ISBN 1-59582-012-4, ISBN 978-1-59582-012-9 |
| 2.  | Banpajá Hantá 2: Kaze Tacsite Dí (吸血鬼ハンター２ 風立ちて"Ｄ"; Hepburn: Banpaia Hantā 2: Kaze-Tachite "D")                                   | 1984. május 10 (Sonorama Bunko) 2007. december 10. (Sonorama Selection)    | Vampire Hunter D volume 2: Raiser of Gales                                  | 2005. augusztus 17.                                                        | ISBN 1-59582-014-0 ISBN 978-1-59582-014-3  |
| 3.  | Banpajá Hantá 3: Dí – Jószacukó (吸血鬼ハンター３ Ｄ―妖殺行; Hepburn: Banpaia Hantā 3: D — Yōsatsukō)                                          | 1985. július 31. (Sonorama Bunko) 2007. december 10. (Sonorama Selection)  | Vampire Hunter D volume 3: Demon Deathchase                                 | 2006. január 18.                                                           | ISBN 1-59582-031-0 ISBN 978-1-59582-031-0  |
| 4.  | Banpajá Hantá 3: Dí – Sigaitan (吸血鬼ハンター４ Ｄ―死街譚; Hepburn: Banpaia Hantā 4: D — Shigaitan)                                           | 1986. január 31. (Sonorama Bunko) 2008. január 7. (Sonorama Selection)     | Vampire Hunter D volume 4: Tale of the Dead Town                            | 2006. május 24.                                                            | ISBN 1-59582-093-0 ISBN 978-1-59582-093-8  |
| 5.  | Banpajá Hantá 5: Jume Narisi Dí (吸血鬼ハンター５ 夢なりし"Ｄ"; Hepburn: Banpaia Hantā 5: Yumenarishi "D")                                     | 1986. december 25. (Sonorama Bunko) 2008. január 7. (Sonorama Selection)   | Vampire Hunter D volume 5: The Stuff of Dreams                              | 2006. szeptember 13.                                                       | ISBN 1-59582-094-9 ISBN 978-1-59582-094-5  |
| 6.  | Banpajá Hantá 6: Dí – Szejma Henreki (吸血鬼ハンター６ Ｄ―聖魔遍歴; Hepburn: Banpaia Hantā 6: D — Seima Henreki)                               | 1988. március 5. (Sonorama Bunko) 2008. január 7. (Sonorama Selection)     | Vampire Hunter D volume 6: Pilgrimage of the Sacred and the Profane         | 2006. november 22.                                                         | ISBN 1-59582-106-6 ISBN 978-1-59582-106-5  |
| 7.  | Banpajá Hantá 7: Dí – Hokkai Makó (Dzsó) (吸血鬼ハンター７ Ｄ―北海魔行〔上〕; Hepburn: Banpaia Hantā 7: D - Hokkai Makō(Jō))                   | 1988. október 31. (Sonorama Bunko) 2008 január 7. (Sonorama Selection)     | Vampire Hunter D volume 7: Mysterious Journey to the North Sea, Part 1      | 2007. május 2.                                                             | ISBN 1-59582-107-4 ISBN 978-1-59582-107-2  |
| 8.  | Banpaijá Hantá 7: Dí – Hokkai Makó (Ge) (吸血鬼ハンター７ Ｄ―北海魔行〔下〕; Hepburn: Banpaia Hantā 7: D - Hokkai Makō (Ge))                   | 1988. december 30. (Sonorama Bunko) 2008. január 7. (Sonorama Selection)   | Vampire Hunter D volume 8: Mysterious Journey to the North Sea, Part 2      | 2007. augusztus 22.                                                        | ISBN 1-59582-108-2 ISBN 978-1-59582-108-9  |
| 9.  | Banpajá Hantá Bekkan Dí — Kurai Nokutān (吸血鬼ハンター別巻 Ｄ―昏い夜想曲; Hepburn: Banpaia Hantā Bekkan: D — Kurai Nokutān)                   | 1992. január 31. (Sonorama Bunko) 2008. január 7. (Sonorama Selection)     | Vampire Hunter D volume 10: Dark Nocturne                                   | 2008. március 26.                                                          | ISBN 1-59582-132-5 ISBN 978-1-59582-132-4  |
| 10. | Banpajá Hantá 8: Dí — Baraki (吸血鬼ハンター８ Ｄ―薔薇姫; Hepburn: Banpaia Hantā 8: D — Baraki)                                                | 1994. január 31. (Sonorama Bunko) 2007. január 7. (Sonorama Selection)     | Vampire Hunter D volume 9: The Rose Princess                                | 2007. november 14.                                                         | ISBN 1-59582-109-0 ISBN 978-1-59582-109-6  |
| 11. | Banpaijá Hantá 9: Dí – Aodzsiroki Datensi 1 (吸血鬼ハンター９ Ｄ―蒼白き堕天使 １; Hepburn: Banpaia Hantā 9: D — Aojiroki Datenshi 1)           | 1994. július 30. (Sonorama Bunko) 2008. január 7. (Sonorama Selection)     | Vampire Hunter D volume 11: Pale Fallen Angels Parts 1 and 2                | 2008. október 15.                                                          | ISBN 1-59582-130-9 ISBN 978-1-59582-130-0  |
| 12. | Banpaijá Hantá 9: Dí – Aodzsiroki Datensi 2 (吸血鬼ハンター９ Ｄ―蒼白き堕天使 2; Hepburn: Banpaia Hantā 9: D — Aojiroki Datenshi 2)            | 1995. április 30. (Sonorama Bunko) 2008. január 7. (Sonorama Selection)    | Az első résszel együtt kiadva a 11. kötetben                                | -                                                                          | -                                          |
| 13. | Banpaijá Hantá 9: Dí – Aodzsiroki Datensi 3 (吸血鬼ハンター９ Ｄ―蒼白き堕天使 3; Hepburn: Banpaia Hantā 9: D — Aojiroki Datenshi 3)            | 1995. november 15. (Sonorama Bunko) 2008. január 7. (Sonorama Selection)   | Vampire Hunter D volume 12: Pale Fallen Angel Parts 3 and 4                 | 2009. március 18.                                                          | ISBN 1-59582-131-7 ISBN 978-1-59582-131-7  |
| 14. | Banpaijá Hantá 9: Dí – Aodzsiroki Datensi 4 (吸血鬼ハンター９ Ｄ―蒼白き堕天使 4; Hepburn: Banpaia Hantā 9: D — Aojiroki Datenshi 4)            | 1996. március 30. (Sonorama Bunko) 2008. január 7. (Sonorama Selection)    | A harmadik résszel együtt kiadva a 12. kötetben                             | -                                                                          | -                                          |
| 15. | Banpajá Hantá 10: Dí – Szóei no Kisi 1 (吸血鬼ハンター１０ Ｄ―双影の騎士 １; Hepburn: Banpaia Hantā 10: D — Sōei no Kishi 1)                   | 1996. november 30. (Sonorama Bunko)2008. január 7. (Sonorama Selection)    | Vampire Hunter D volume 13: Twin-Shadowed Knight Parts 1 and 2              | 2009. december 2.                                                          | ISBN 1-59307-930-3 ISBN 978-1-59307-930-7  |
| 16. | Banpajá Hantá 10: Dí – Szóei no Kisi 2 (吸血鬼ハンター１０ Ｄ―双影の騎士 2; Hepburn: Banpaia Hantā 10: D — Sōei no Kishi 2)                    | 1997. október 20. (Sonorama Bunko) 2008. január 7. (Sonorama Selection)    | Az első résszel együtt kiadva a 13. kötetben                                | -                                                                          | -                                          |
| 17. | Banpajá Hantá Dí 11: Dáku Ródo 1 (吸血鬼ハンター１１ Ｄ―ダーク・ロード１; Hepburn: Banpaia Hantā 11: D — Dāku Rōdo 1)                          | 1999. március 31. (Sonorama Bunko) 2008. január 7. (Sonorama Selection)    | Vampire Hunter D volume 14: Dark Road Parts 1 and 2                         | 2010. május 19.                                                            | ISBN 1-59582-440-5 ISBN 978-1-59582-440-0  |
| 18. | Banpajá Hantá Dí 11: Dáku Ródo 2 (吸血鬼ハンター１１ Ｄ―ダーク・ロード2; Hepburn: Banpaia Hantā 11: D — Dāku Rōdo 2)                           | 1999. június 10. (Sonorama Bunko) 2008. január 7. (Sonorama Selection)     | Az első résszel együtt kiadva a 14. kötetben                                | -                                                                          | -                                          |
| 19. | Banpajá Hantá Dí 11: Dáku Ródo 3 (吸血鬼ハンター１１ Ｄ―ダーク・ロード3; Hepburn: Banpaia Hantā 11: D — Dāku Rōdo 3)                           | 1999. szeptember 30. (Sonorama Bunko) 2008. január 7. (Sonorama Selection) | Vampire Hunter D volume 15: Dark Road Part 3                                | 2010. augusztus 4.                                                         | ISBN 1-59582-500-2 ISBN 978-1-59582-500-1  |
| 20. | Banpajá Hantá 12: Dí – Dzsaó Szejdan 1 (吸血鬼ハンター１２ Ｄ―邪王星団１; Hepburn: Banpaia Hantā 12: D — Jaō Seidan 1)                         | 2000. július 31. (Sonorama Bunko) 2008. január 7. (Sonorama Selection)     | Vampire Hunter D volume 16: Tyrant's Stars Part 1 and 2                     | 2011. április 13.                                                          | ISBN 1-59582-572-X ISBN 978-1-59582-572-8  |
| 21. | Banpajá Hantá 12: Dí – Dzsaó Szejdan 2 (吸血鬼ハンター１２ Ｄ―邪王星団2; Hepburn: Banpaia Hantā 12: D — Jaō Seidan 2)                          | 2000. november 30. (Sonorama Bunko) 2008. január 7. (Sonorama Selection)   | Az első résszel együtt kiadva a 16. kötetben                                | -                                                                          | -                                          |
| 22. | Banpajá Hantá 12: Dí – Dzsaó Szejdan 3 (吸血鬼ハンター１２ Ｄ―邪王星団3; Hepburn: Banpaia Hantā 12: D — Jaō Seidan 3)                          | 2001. február 28. (Sonorama Bunko) 2008. január 7. (Sonorama Selection)    | Vampire Hunter D volume 17: Tyrant's Stars Part 3 and 4                     | 2011. október 5.                                                           | ISBN 1-59582-820-6 ISBN 978-1-59582-820-0  |
| 23. | Banpajá Hantá 12: Dí – Dzsaó Szejdan 4 (吸血鬼ハンター１２ Ｄ―邪王星団4; Hepburn: Banpaia Hantā 12: D — Jaō Seidan 4)                          | 2001. április 30. (Sonorama Bunko) 2008. január 7. (Sonorama Selection)    | A harmadik résszel együtt kiadva a 17. kötetben                             | -                                                                          | -                                          |
| 24. | Banpajá Hantá 13: Dí – Dzsadzsin Toride (吸血鬼ハンター１３ Ｄ―邪神砦; Hepburn: Banpaia Hantā 13: D — Jajin Toride)                            | 2001. december 30. (Sonorama Bunko) 2008. január 7. (Sonorama Selection)   | Vampire Hunter D volume 18: Fortress of the Elder God                       | 2012. szeptember 5.                                                        | ISBN 1-59582-976-8 ISBN 978-1-59582-976-4  |
| 25. | Banpajá Hantá 14: Dí – Jóhei Kajdó (吸血鬼ハンター１４ Ｄ―妖兵街道; Hepburn: Banpaia Hantā 14: D — Yōhei Kaidō)                                | 2003. február 28. (Sonorama Bunko) 2008. január 7. (Sonorama Selection)    | Vampire Hunter D volume 19: Mercenary Road                                  | 2013. március 6.                                                           | ISBN 1-61655-073-2 ISBN 978-1-61655-073-8  |
| 26. | Banpajá Hantá 15: Dí – Maszensó (吸血鬼ハンター１５ Ｄ―魔戦抄; Hepburn: Banpaia Hantā 15: D — Masenshō)                                        | 2003. július 31. (Sonorama Bunko) 2008. január 7. (Sonorama Selection)     | Vampire Hunter D volume 20: Scenes of an Unholy War                         | 2013. december 11.                                                         | ISBN 1-61655-255-7 ISBN 978-1-61655-255-8  |
| 27. | Banpajá Hantá 16: Dí – Kettófu (吸血鬼ハンター１６ Ｄ―血闘譜; Hepburn: Banpaia Hantā 16: D — Kettōfu)                                          | 2004. május 31. (Sonohara Bunko) 2008. január 7. (Sonohara Selection)      | Vampire Hunter D volume 21: Record of the Blood Battle                      | 2014. június 25.                                                           | ISBN 1-61655-437-1 ISBN 978-1-61655-437-8  |
| 28. | Banpajá Hantá 17: Dí – Hakumaszan (Dzsó) (吸血鬼ハンター１７ Ｄ―白魔山〔上〕; Hepburn: Banpaia Hantā 17: D — Hakumasan (Jō))                   | 2005. február 28. (Sonohara Bunko) 2008. január 7. (Sonohara Selection)    | Vampire Hunter D volume 22: White Devil Mountain Parts 1 and 2              | 2014. december 24.                                                         | ISBN 1-61655-509-2 ISBN 978-1-61655-509-2  |
| 29. | Banpajá Hantá 17: Dí – Hakumaszan (Ge) (吸血鬼ハンター１７ Ｄ―白魔山〔下〕; Hepburn: Banpaia Hantā 17: D — Hakumasan (Ge))                     | 2005. július 31. (Sonohara Bunko) 2008. január 7. (Sonohara Selection)     | Az első résszel együtt kiadva a 22. kötetben                                | -                                                                          | -                                          |
| 30. | Banpajá Hantá 18: Dí – Kjó Szensi Irija (吸血鬼ハンター１８ Ｄ―狂戦士イリヤ; Hepburn: Banpaia Hantā 18: D — Kyō Senshi Iriya)                  | 2007. január 31. (Sonohara Bunko) 2008. január 7. (Sonohara Selection)     | Vampire Hunter D volume 23: Iriya the Berserker                             | 2016. február 17.                                                          | ISBN 1-61655-706-0 ISBN 978-1-61655-706-5  |
| 31. | Banpajá Hantá 19: Dí – Madósú (吸血鬼ハンター１９ Ｄ―魔道衆; Hepburn: Banpaia Hantā 19: D — Madōshū)                                           | 2007. október 5.                                                           | Vampire Hunter D volume 24: Throng of Heretics                              | 2016. szeptember 14.                                                       | ISBN 1-61655-789-3 ISBN 978-1-61655-789-8  |
| 32. | Banpajá Hantá 20: Dí – Fusisa-sima (吸血鬼ハンター２０ Ｄ―不死者島; Hepburn: Banpaia Hantā 20: D — Fushisha-shima)                             | 2008. szeptember 5.                                                        | Vampire Hunter D volume 25: Undead Island                                   | 2017. márcuis 1.                                                           | ISBN 1-50670-163-9 ISBN 978-1-50670-163-9  |
| 33. | Banpajá Hantá 21: Dí – Masó Basa (吸血鬼ハンター２１ Ｄ―魔性馬車; Hepburn: Banpaia Hantā 21: D — Mashō Basha)                                  | 2009. szeptember 18.                                                       | Vampire Hunter D volume 26: The Bedeviled Stagecoach                        | 2017. augusztus 23.                                                        | ISBN 1-50670-199-X ISBN 978-1-50670-199-8  |
| 34. | Banpajá Hantá 22: Dí – Akumuszon (吸血鬼ハンター２２ Ｄ―悪夢村; Hepburn: Banpaia Hantā 22: D — Akumuson)                                       | 2010. szeptember 17.                                                       | Vampire Hunter D volume 27: Nightmare Village                               | 2018. augusztus 15.                                                        | ISBN 1-50670-927-3 ISBN 978-1-50670-927-7  |
| 35. | Banpajá Hantá 23: Dí – Fuju no Toraó (吸血鬼ハンター２３ Ｄ―冬の虎王; Hepburn: Banpaia Hantā 23: D — Fuyu no Tora-ō)                           | 2011. augusztus 5.                                                         | Vampire Hunter D volume 28: The Tiger in Winter                             | 2019. augusztus 28.                                                        | ISBN 1-50671-429-3 ISBN 978-1-50671-429-5  |
| 36. | Banpajá Hantá 24: Dí – Kizoku Szenszen (吸血鬼ハンター２４ Ｄ―貴族戦線; Hepburn: Banpaia Hantā 24: D — Kizoku Sensen)                          | 2012. márcuis 7.                                                           | Vampire Hunter D volume 29: Noble Front                                     | 2020. április 1.                                                           | ISBN 1-50671-629-6 ISBN 978-1-50671-629-9  |
| 37. | Banpajá Hantá 25: Dí – Ógonma (Dzsó) (吸血鬼ハンター２５ Ｄ―黄金魔 〔上〕; Hepburn: Banpaia Hantā 25: D — Ōgonma (Jō))                         | 2012. augusztus 31.                                                        | Vampire Hunter D volume 30: Gold Fiend                                      | eredeti tervezett: 2020. október 6. aktuális tervezett: 2021. december 28. | nem elérhető                               |
| 38. | Banpajá Hantá 25: Dí – Ógonma (Ge) (吸血鬼ハンター２５ Ｄ―黄金魔 〔下〕; Hepburn: Banpaia Hantā 25: D — Ōgonma (Ge))                           | 2012. december 7.                                                          | Az első résszel együtt kiadva a 30. kötetben                                | -                                                                          | -                                          |
| 39. | Banpajá Hantá 26: Dí – Sirubia no Kaeru Micsi (吸血鬼ハンター２６ Ｄ―シルビアの帰る道; Hepburn: Banpaia Hantā 26: D — Shirubia no Kaeru Michi) | 2013. augusztus 7.                                                         | Vampire Hunter D volume 31: Sylvia's Road Home (nem hivatalos cím)          | nem elérhető                                                               | nem elérhető                               |
| 40. | Banpajá Hantá 27: Dí – Kizoku-szaj (吸血鬼ハンター２７ Ｄ―貴族祭; Hepburn: Banpaia Hantā 27: D — Kizoku-sai)                                   | 2014. április 8.                                                           | Vampire Hunter D volume 32: Festival of the Nobility (nem hivatalos cím)    | nem elérhető                                                               | nem elérhető                               |
| 41. | Banpajá Hantá 28: Dí – Jakai Rengoku (吸血鬼ハンター２８ Ｄ―夜会煉獄; Hepburn: Banpaia Hantā 28: D — Yakai Rengoku)                            | 2014. november 20.                                                         | Vampire Hunter D volume 33: Banquet in Purgatory (nem hivatalos cím)        | nem elérhető                                                               | nem elérhető                               |
| 42. | Banpajá Hantá 29: Dí – Hinekureta Kikósi (吸血鬼ハンター２９ Ｄ―ひねくれた貴公子; Hepburn: Banpaia Hantā 29: D — Hinekureta Kikōshi)           | 2015. május 20.                                                            | Vampire Hunter D volume 34: The Twisted Nobleman (nem hivatalos cím)        | nem elérhető                                                               | nem elérhető                               |
| 43. | Banpajá Hantá 30: Dí – Bivarudzsin (吸血鬼ハンター３０ Ｄ－美兇人; Hepburn: Banpaia Hantā 30: D — Biwarujin)                                   | 2016. február 5.                                                           | Vampire Hunter D volume 35: The Wicked Beauty (nem hivatalos cím)           | nem elérhető                                                               | nem elérhető                               |
| 44. | Banpajá Hantá 31: Dí – Kieta Kikozu Gundan (吸血鬼ハンター３１ Ｄ－消えた貴族軍団; Hepburn: Banpaia Hantā 31: D — Kieta Kizoku Gundan)         | 2016. november 7.                                                          | Vampire Hunter D volume 36: Lost Legion of the Nobility (nem hivatalos cím) | nem elérhető                                                               | nem elérhető                               |
| 45. | Banpajá Hantá 32: Dí – Gori no Sikaku (吸血鬼ハンター３２ Ｄ－五人の刺客; Hepburn: Banpaia Hantā 32: D — Gori no Shikaku)                      | 2017. szeptember 7.                                                        | Vampire Hunter D volume 37: The Five Assassins (nem hivatalos cím)          | nem elérhető                                                               | nem elérhető                               |
| 46. | Banpajá Hantá 33: Dí – Dzsurakihikó (吸血鬼ハンター３３ Ｄ－呪羅鬼飛行; Hepburn: Banpaia Hantā 33: D — Jurakihikō)                             | 2018. április 6.                                                           | Vampire Hunter D volume 38: Cursed Demon Flight (nem hivatalos cím)         | nem elérhető                                                               | nem elérhető                               |
| 47. | Banpajá Hantá 34: Dí – Sidzsó Tosi (吸血鬼ハンター３４ Ｄ－死情都市; Hepburn: Banpaia Hantā 34: D — Shijō Toshi)                               | 2018. szeptember 7.                                                        | Vampire Hunter D volume 39: Deadend City (nem hivatalos cím)                | nem elérhető                                                               | nem elérhető                               |
| 48. | Banpajá Hantá 35: Dí – Kuroi Rajhósa (吸血鬼ハンター３５ Ｄ－黒い来訪者; Hepburn: Banpaia Hantā 35: D — Kuroi Raihōsha)                        | 2019. június 7.                                                            | Vampire Hunter D volume 40: The Visitor in Black (nem hivatalos cím)        | nem elérhető                                                               | nem elérhető                               |
| 49. | Banpajá Hantá 36: Dí – Szangakuki (吸血鬼ハンター３６ Ｄ－山嶽鬼; Hepburn: Banpaia Hantā 36: D — Sangakuki)                                    | 2019. október 7.                                                           | Vampire Hunter D volume 41: Mountain Demon (nem hivatalos cim)              | nem elérhető                                                               | nem elérhető                               |
| 50. | Banpajá Hantá 37: Dí – Jami no Madzsoka (吸血鬼ハンター３７ Ｄ－闇の魔女歌; Hepburn: Banpaia Hantā 36: D — Yami no Majoka)                     | 2020. július 7.                                                            | Vampire Hunter D volume 42: Dark Witchsong (nem hivatalos cím)              | nem elérhető                                                               | nem elérhető                               |
| 51. | Banpajá Hantá 38: Dí – Aszasin no Jószaj (吸血鬼ハンター３８ Ｄ－暗殺者の要塞; Hepburn: Banpaia Hantā 38: D — Asashin no Yōsai)                | 2021. február 5.                                                           | Vampire Hunter D volume 43: The Assassin's Stronghold (nem hivatalos cím)   | nem elérhető                                                               | nem elérhető                               |

## Gyűjtő kötetek (Omnibus)
| #  | Angol cím                          | Tartalom                                                                                                | Kiadás dátuma                  | ISBN                                      |
| -- | ---------------------------------- | --- | ------------------------------ | ----------------------------------------- |
| 1. | Vampire Hunter D Omnibus: Book One | Vampire Hunter D Vampire Hunter D volume 2: Raiser of Gales Vampire Hunter D volume 3: Demon Deathchase | tervezett: 2021. augusztus 18. | ISBN 1-50672-530-9 ISBN 978-1-50672-530-7 |

## Novellák
| # | Japán cím | Japán kiadás dátuma | Angol cím | Angol kiadás dátuma | ISBN |
| - | --------- | ------------------- | --------- | ------------------- | ---- |
|   |           |                     |           |                     |      |
|   |           |                     |           |                     |      |
|   |           |                     |           |                     |      |

## A manga
Eredeti cím: Hideyuki Kikuchi's Vampire Hunter D.

## Magyarul
- D, a vámpírvadász; átdolg., rajz Saiko Takaki, ford. Kálovics Dalma; Goodinvest, Budapest, 2007–2011
  - 1. 2007
  - 2. 2008
  - 3. 2009
  - 4. A halott város; 2011

## A videójáték
Eredeti cím: Vampire Hunter D (video game)
A videójáték a Vampire Hunter D Bloodlust animációs filmen alapult, és a Vampire Hunter D címmel készült el PlayStation konzolra. Témája szerint egy túlélő-horror, a játékos magát D-t személyesítette meg, az ellenfeleit D kardjával likvidálhatta, de különböző mágikus képességeket is bevethetett, mint a D bal kezén élősködő szimbiótát. A történet hasonlít a Bloodlust-ra, bár a helyszín a kastélyra korlátozódik, ahol az összes ellenféllel megvívhatunk. A Barbarois mutánsok közül csak kettő tűnik fel, mint ellenfél. Három különböző befejezést tekinthetünk meg, ezek közül egy rokon az anime zárásával.

## Dráma CD
Asashi Sonorama elkészített egy audiofeldolgozást a korai novellák adaptálásával. Eredetileg magnókazettákon adták ki őket, de ahogyan mindinkább ritkultak, újra publikálták CD-n, mellékelve a dobozban egy kis "artbook-ot" és Kikuchi egy rövid történetét.